# Храм Різдва Христового (Боромля)
Храм Різдва Христового — другий храм сотенного містечка Боромля.

## Загальні історичні відомості
У 1680 році було збудовано храм Різдва Христового. По актах 1696 року відомий священник даного храму — Іоанн. 
Церкви протягом другої половини XVII -початку XX століття відіграли велику роль у духовному житті населення. Люди йшли у храм Божий не лише спокутувати свої гріхи, які мав кожен, а й за добрим словом і за порадою. 
У 1814 році, на кошти місцевих парафіян розпочалось будівництво кам'яного храму Різдва Христового на місці однойменного дерев'яного храму. Освячений у 1844 році. 
Різдвяний храм привертає до себе увагу особливо давньою іконою святителя Миколая, яка надійшла сюди з ліквідованого Миколаївського храму села Боромля, відомого за документами з 1696 року. Ікона Святителя здавна служила предметом загального благоговіння жителів. На її кіоті зазначений 1680 рік, а сама ікона покрита срібною ризою. 
У новому храмі Різдва Христового було влаштовано престол на честь Святителя Миколая. 
Церковна книгозбірка включала ряд давніх видань:
- Євангеліє 1644 р.;
- Служба Великомучениці Варвари київського друку, 1746 р.;
- Требник чернігівського друку, 1754 р.;
- Євангеліє 1717 р.;
- Служебник 1676 р.;
- Мінеї службові. 12 книг 1704-1705 рр., московського друку.

До парафії входили хутори Попівка й Пархомівка. При храмі діяла церковнопарафіяльна школа.
| 1730 | 1750 | 1770 | 1790 | 1810 | 1820 | 1830 | 1850 | 1889 |
| ---- | ---- | ---- | ---- | ---- | ---- | ---- | ---- | ---- |
| 1059 | 1157 | 1353 | 1426 | 1601 | 1432 | 2386 | 1313 | 2788 |

## Священослужителі
Згідно Довідкової книги Івана Самойловича 1904 року, у храмі служили:
- Стефан Виноградський, 43 роки. Священник з 1892 року.  Закінчив семінарію по другому розряду;
- Диякон Афанасій Бєлоусов, 49 років. Служба з 1894 року. Закінчив Білгородську вчительську семінарію. Займав посаду вчителя місцевих церковно-парафіяльних шкіл;
- Псаломщик Олексій Должанський, 23 роки. Виконував обов'язки з 1900 року. Закінчив три класи духовного училища;
- Стефан Артюх. Селянин, церковний староста з 1900 року.

## Сьогодення
Храм не зберігся до нашого часу. Обставини та дата руйнування невідомі.